# Kruis voor langdurige brandweerdienst van de KNBV en de NVBC
Het bestaan van een nieuwe Kruis voor langdurige brandweerdienst van de KNBV en de NVBC werd op 20 maart 1967 in circulaire van door de twee besturen ingestelde Commissie Brandweeronderscheidingen bekendgemaakt. Het was een particuliere onderscheiding die voor langdurige brandweerdienst werd verleend. De twee organisaties, de Koninklijke Nederlandse Brandweervereniging (KNBV) en de Nederlandse Vereniging van Brandweercommandanten (NVBC), verleenden eerder eigen onderscheidingen voor jubilea.
Het nieuwe onderscheidingsteken zou de vorm krijgen van een achtpuntig kruis van Malta. Het geëmailleerde kruis zou in het midden een rond medaillon met de opdracht 12½, 25 of 40 JAAR BRANDWEERDIENST dragen. Voor een jubilaris die 30 en 35 jaar brandweerdienst had verricht werd een zilveren gesp met het jaartal 30 JAAR of 35 JAAR ingesteld. Deze gesp mocht op het lint worden gedragen.

## De drie kruisen
- Voor 12,5 jaar brandweerdienst werd het kruis toegekend in brons met rood en wit emaille. Het medaillon in het midden is van brons en draagt de tekst 12½ JAAR BRANDWEERDIENST.
- Voor 25 jaar brandweerdienst werd een verzilverd kruis met wit en blauw emaille toegekend. Het is bevestigd aan het lint door middel van een zilverkleurige beugelkroon. Het medaillon in het midden draagt de tekst 25 JAAR BRANDWEERDIENST.
- Voor 25 jaar brandweerdienst werd een verguld zilveren kruis met wit geëmailleerde armen toegekend. Het is bevestigd aan het lint door middel van een verguld zilveren kroon. Het vergulde medaillon in het midden draagt de tekst 40 JAAR BRANDWEERDIENST.

In de circulaire was sprake van vergulde gespen met de cijfers '45' en '50'. Deze zijn nooit uitgereikt.
De keerzijde van de kruisen is vlak. De beugelkroon verwijst naar het predicaat De Koninklijke van de KNBV.

## De hervorming van november 1977
Op 22 november 1977 werd door het bestuur van de KNBV en de NVBC besloten om een bronzen gesp in te stellen voor brandweerlieden die hun 20jarig jubileum vierden. Op deze gesp was het jaartal 20 geplaatst.  De gesp werd gedragen op het lint van het Kruis voor 12½ jaar brandweerdienst. De gesp is in vloeiende rondingen vormgegeven.
De kruisen werden aan een 37 millimeter breed blauw lint met in het midden twee rode strepen gedragen. De gedecoreerden mochten  op een baton van dit lint na 1981 kleine bronzen, zilveren of gouden sterren aanbrengen om hun dienstjaren aan te geven.
- Na 12,5 jaar brandweerdienst had men recht op een baton van 27 mm breedte in de kleuren van het lint.
- Na 20 jaar brandweerdienst had men recht op een bronzen 6-puntige ster op de baton.
- Na 25 jaar brandweerdienst had men recht op een zilveren 6-puntige ster op de baton.
- Na 30 jaar brandweerdienst had men recht op twee zilveren 6-puntige sterren op de baton.
- Na 35 jaar brandweerdienst had men recht op drie zilveren 6-puntige sterren op de baton.
- Na 40 jaar brandweerdienst had men recht op een enkele vergulde 6-puntige ster op de baton.

Tussen 1967 en het opheffen van het Kruis voor langdurige brandweerdienst van de KNBV en de NVBC in 1992 werden 35 324 kruisen en 8 368 gespen uitgereikt. Het ging om 24.068 bronzen kruisen, 4.584 bronzen gespen, 10.654 zilveren kruisen, 3.784 zilveren gespen en 502 gouden kruizen. De verguld zilveren gespen met de cijfers 45 en 50 zijn nooit uitgereikt.

## De kruisen na maart 2000
De samenwerkende brandweerbonden besloten in maart 2000 om hun onderscheidingen voor trouwe dienst te wijzigen. De gespen vervielen en werden door kruisen voor 30 en 35 jaar vervangen. Deze regeling was in 2013 nog altijd van kracht.
- Voor 12,5 jaar brandweerdienst wordt het kruis toegekend in brons met rood en wit emaille. Het medaillon in het midden is van brons en draagt de tekst 12½ JAAR BRANDWEERDIENST.
- Voor 20 jaar brandweerdienst wordt het kruis toegekend in brons met rood en wit emaille. Het medaillon in het midden is van brons en draagt de tekst 20 JAAR BRANDWEERDIENST. Het kruis is door een verhoging in de vorm van een bronzen beugelkroon aan het lint vastgemaakt.
- Voor 25 jaar brandweerdienst wordt een verzilverd kruis met wit en blauw emaille toegekend. Het is bevestigd aan het lint door middel van een zilverkleurige kroon. Het medaillon in het midden draagt de tekst 25 JAAR BRANDWEERDIENST.
- Voor 30 jaar brandweerdienst wordt een verguld zilveren kruis met wit geëmailleerde armen toegekend. Het vergulde medaillon in het midden draagt de tekst 30 JAAR BRANDWEERDIENST.
- Voor 35 jaar brandweerdienst wordt een verguld kruis met wit geëmailleerde armen toegekend. Het is bevestigd aan het lint door middel van een vergulde kroon. Het medaillon in het midden draagt de tekst 35 JAAR BRANDWEERDIENST.
- Voor 40 jaar brandweerdienst wordt een verguld kruis met wit geëmailleerde armen toegekend. Het is bevestigd aan het lint door middel van een vergulde kroon. Het medaillon in het midden draagt de tekst 40 JAAR BRANDWEERDIENST. Het kruis is op een groen geëmailleerde lauwerkrans gelegd.

Het bleek onnodig en onpractisch om een kruis voor 40 jaar brandweerdienst in te stellen.
De kruisen worden aan een 37 millimeter breed blauw lint met in het midden twee rode strepen gedragen. De gedecoreerden mogen  in het dagelijks leven op een 27 millimeter brede baton van dit lint kleine bronzen, zilveren of gouden sterren of een miniatuur van de beugelkroon aanbrengen om hun dienstjaren aan te geven.
- Na 12,5 jaar brandweerdienst heeft men recht op een baton van 27 mm breedte in de kleuren van het lint;
- Na 20 jaar brandweerdienst heeft men recht op een bronzen 6-puntige ster op de baton.
- Na 25 jaar brandweerdienst heeft men recht op een zilveren 6-puntige ster op de baton.
- Na 30 jaar brandweerdienst heeft men recht op een vergulde 6-puntige ster op de baton.
- Na 35 jaar brandweerdienst heeft men recht op twee vergulde 6-puntige sterren op de baton.
- Na 40 jaar brandweerdienst heeft men recht op een vergulde beugelkroon op de baton.

## Draagwijze
Voor de brandweeronderscheidingen bestaan weinig regels. Het Ministerie van Defensie noemt ze niet in de limitatieve en officieel voorgeschreven Voorschrift Militair Tenue wat betekent dat men de modelversierselen en batons geen van allen op militaire uniformen mag worden gedragen. Op politie-uniformen draagt men de brandweeronderscheidingen wél. Daar is weinig of niets geregeld. Brandweerlieden dragen op hun uniformen soms batons of modelversierselen.
In de voor burgers bestemde Draagvolgorde van de Nederlandse onderscheidingen zoals die door de Kanselier der Nederlandse Orden werd uitgegeven worden de brandweeronderscheidingen niet genoemd.